# Noel Mason Smith
Noel Mason Smith (* 22. Mai 1895 in Kalifornien; † 20. September 1955 in Los Angeles) war ein US-amerikanischer Regisseur und Drehbuchautor.

## Leben
Smith begann seine Hollywood-Karriere im Jahr 1912. Er war neben seiner Tätigkeit als Regisseur und Drehbuchautor auch als Regieassistent und Second-Unit-Regisseur tätig.
In den 1920er Jahren führte Smith bei etlichen Outdoor-Abenteuerfilmen um tierische Stars wie Rin Tin Tin, Klondike und Silverstreak Regie, hatte im darauf folgenden Jahrzehnt einen Vertrag bei Warner Bros. und drehte etliche Western mit dem Darsteller Dick Foran. Später findet man auch Serials und Abenteuerfilme in seiner 125 Filme umfassenden Werkliste.
Von 1917 bis 1926 war er mit Schauspielerin Louise Fazenda verheiratet; eine zweite Ehe führte er mit Adeline Louise Paulson.